# Wapen van Baelen

Het wapen van Baelen (zoals afgebeeld op het nieuwe gemeentehuis).

Het wapen van Baelen werd op 18 december 1991 toegekend aan de gemeente Baelen in de Belgische provincie Luik.

## Geschiedenis
Het gemeentewapen is gebaseerd op het familiewapen van de laatste heren van Baelen, namelijk de familie de Pirons. De Vervierse industrieel Jacques Antoine de Pirons (1685-1757) had het dorp namelijk in 1737 overgekocht van Johannes Christophorus de Bertholf Ruyff de Belven, van wie hij het jaar daarop ook het kasteel Baelen zou overkopen. Bij de omschrijving werd evenwel de knopen van goud van de rozen vervangen door respectievelijk zilver voor de rozen in het veld van zilver en keel voor de rozen in het veld van keel, hetgeen in 2010 werd rechtgezet op het wapenschild op het gerenoveerde gemeentehuis van Baelen.

## Blazoen
Het wapen wordt als volgt omschreven:
De gueules chapé-ployé d'argent à trois roses de l'un à l'autre, boutonnées du champ et barbées de sinople.
Van keel ingebogen met zilver met drie rozen van de ene (kleur) op de andere (kleur), geknoopt (in de kleur) van het veld en sinopel gebaard.— Ministerieel Besluit van 18 december 1991.